# Olivia Pop
Olivia Pop (* 4. Dezember 1972 in München) ist eine deutsche Opernsängerin (Sopran).

## Leben
Olivia Pop studierte am Richard-Strauss-Konservatorium und absolvierte mit Auszeichnung als Beste ihres Jahrgangs. Im Jahr 2000 gewann sie den Operettenpreis des Gesangswettbewerbs „Debüt in Meran“ und erhielt ein Festengagement am Staatstheater am Gärtnerplatz in München, wo sie bisher 20 Rollen darstellte. Unter anderem gastierte sie im Pfalztheater Kaiserslautern, in der Kölner Philharmonie, im Konzerthaus Dortmund, im Markgräflichen Opernhaus Bayreuth und in der Philharmonie im Gasteig München.

## Repertoire (Auswahl)

### Oper
- Leonard Bernstein: West Side Story (Maria)
- Georges Bizet: Carmen (Frasquita)
- Richard Heuberger: Der Opernball (Hortense)
- Engelbert Humperdinck: Hänsel und Gretel (Gretel)
- Emmerich Kálmán:
  - Die Csárdásfürstin (Stasi)
  - Gräfin Mariza (Lisa)
- Eduard Künneke: Der Vetter aus Dingsda  (Hannchen)
- Albert Lortzing:
  - Zar und Zimmermann
  - Der Waffenschmied
- Wolfgang Amadeus Mozart: Die Entführung aus dem Serail (Blonde)
- Jacques Offenbach: Hoffmanns Erzählungen (Olympia)
- Gioachino Rossini: La Cenerentola (Clorinda)
- Richard Strauss: Feuersnot (Margret)
- Johann Strauss:
  - Die Fledermaus (Adele)
  - Eine Nacht in Venedig (Ciboletta)
- Carl Zeller: Der Vogelhändler (Christl)

### Konzert
- Johann Sebastian Bach: Weihnachtsoratorium
- Wolfgang Amadeus Mozart: Krönungsmesse